# Odorologie
Die Odorologie ist die Lehre vom Geruch und ein Zweig der Kriminalistik und Forensik, der sich mit der Identifizierung von Personen durch ihren individuellen Geruch beschäftigt. Die Odorologie stützt sich dabei auf den Geruchssinn von Hunden.

## Entwicklungen

### Anfang des 20. Jahrhunderts
Bereits 1910 beschrieb Friedo Schmidt in seinem Buch Verbrecherspur und Polizeihund, wie an Tatorten gefundene Beweisstücke gesammelt und anschließend in Glasbehältern aufbewahrt werden sollten, weil Glas keine Gerüche annimmt. Aufgegriffen wurde diese Idee in den Niederlanden, wo 1919 die Nationale Schule für Spürhunde eröffnet und eine odorologische Methode entwickelt wurde. Dabei wurden Körpergeruchsproben mittels absorptionsfähiger Materialien von Personen abgenommen und in Glasbehältern aufbewahrt, um mit dem Geruchssinn von Hunden vergleichende Untersuchungen anzustellen. In den 1980er Jahren setzte die niederländische Polizei erstmals Stofftücher als Geruchsträger für die Proben ein.

### In der DDR
In der DDR wurde von der Polizei die Methode der Geruchsdifferenzierung entwickelt, bei der sterile Stofflappen als Träger für die Geruchsspuren dienten und diese Körpergeruchsprobe in luftdicht verschlossenen Gläsern aufbewahrt wurden. Speziell ausgebildete Hunde, die als Differenzierungshunde bezeichnet wurden, waren in der Lage eine bestimmte Probe unter 100 weiteren Proben zu erschnüffeln. Anfang der 1970er Jahre wurde die Methode in den ersten Dienststellen der Volkspolizei eingesetzt. Um von verdächtigen Personen auch unbemerkt Geruchsproben nehmen zu können, wurde ein Stuhl entworfen, bei dem ein steriles Tuch auf die Sitzfläche gespannt wurde, auf der die Person Platz zu nehmen hatte. Zur Geruchsneutralisierung musste der Stuhl nach der Verwendung mit mindestens 50 °C heißem Wasser gereinigt werden. Für das Abnehmen von Gerüchen an Tatorten musste das Stofftuch mindestens 30 Minuten mit dem Geruchsträger in Kontakt bleiben. Der Stoff durfte nicht mit den Händen, sondern nur mit einer Art Grillzange gehandhabt werden. Zum Vergleich der Geruchsproben wurden die geöffneten Gläser in einem Abstand von 80 cm auf den Boden gestellt. Der Differenzierungshund bekam zum Beginn der Suche ein Stofftuch mit dem aufzufindenden Geruch zu schnuppern. Anschließend führte man ihn von Glas zu Glas. Der Hund setzte sich vor dem Glas nieder, in dem er den zu suchenden Geruch erkannte. Die Geruchsproben wurden aufbewahrt bis der Fall abgeschlossen oder die Tat verjährt war. Die Proben von Kriminellen wurden bis zu fünf Jahre nach deren Haftentlassung aufbewahrt.
Das Ministerium für Staatssicherheit (MfS) der DDR übernahm noch in den 1970er Jahren die Methode der Geruchsdifferenzierung von der Polizei und setzte sie in verschiedenen Abteilungen ein. Es wurde neben anderem auch versucht, in der Postkontrolle die Absender von Briefen durch Geruchsdifferenzierung zu ermitteln. Zu derartigen Zwecken hatte das MfS ein Geruchsarchiv aufgebaut. In der DDR durften Geruchsspuren nicht als Beweismittel in Strafverfahren verwendet werden. Die Methode der Geruchsdifferenzierung wurde verwendet, um den Kreis verdächtiger Personen einzuengen.
Die Ausbildungsstätte für Diensthundführer der Volkspolizei in der DDR befand sich in Pretzsch. Seit 1993 wird diese Schule unter dem Namen Diensthundeführerschule des Landes Sachsen-Anhalt weitergeführt.

### In der Bundesrepublik Deutschland
In der Bundesrepublik wurde ein so genannter Geruchsspurenvergleich erstmals 1987/88 in Nordrhein-Westfalen angewandt. In Verbindung mit den Protesten gegen den G8-Gipfel in Heiligendamm 2007 ließ der Generalbundesanwalt Geruchsproben von Teilnehmern der Proteste nehmen. Dabei mussten die Personen kleine Eisenstangen anfassen, welche anschließend in Plastiktüten verwahrt wurden.